# Römische Streitkräfte in Germania

Die Provinzen Germania inferior und Germania superior

Die Römischen Streitkräfte in Germania bestanden ab ca. 15 v. Chr. aus den Legionen und Auxiliartruppen sowie der Classis Germanica, die auf dem Gebiet der (erst später eingerichteten) römischen Provinzen Germania inferior und Germania superior stationiert waren.

## Legionen
Die folgenden Legionen (oder Teile von ihnen) waren zu verschiedenen Zeiten an den folgenden Standorten stationiert:

### Germania inferior
- Bonn: die Legionen I Germanica, I Minervia, XXI Rapax
- Colonia Claudia Ara Agrippinensium (Köln): I Germanica
- Novaesium (Neuss): die Legionen VI Victrix, XVI Gallica, XX Valeria Victrix
- Ulpia Noviomagus Batavorum (Nijmegen): die Legionen II Adiutrix, VIIII Hispana, X Gemina
- Vetera (Xanten): die Legionen V Alaudae, VI Victrix, XXI Rapax, XXII Primigenia, XXX Ulpia Victrix

### Germania superior
- Argentoratum (Straßburg): die Legionen II Augusta, VIII Augusta
- Mogontiacum (Mainz): die Legionen I Adiutrix, I Germanica, II Augusta, XIIII Gemina, XVI Gallica, XXI Rapax, XXII Primigenia

## Auxiliartruppen

### Germania inferior

#### 78 bis 80 n. Chr.
Auf Militärdiplomen aus den Jahren 78 bis 80 werden 6 Alae und 11 Kohorten für die Provinz Germania inferior aufgeführt:
| - Ala Afrorum veterana - Ala Moesica - Ala Noricorum - Ala Siliana - Ala I Singularium - Ala Sulpicia | - Cohors II Asturum - Cohors II Civium Romanorum - Cohors I Classica - Cohors III Delmatarum - Cohors I Flavia - Cohors I Flavia Hispanorum | - Cohors I Latobicorum et Varcianorum - Cohors I Thracum - Cohors II Thracum - Cohors IV Thracum - Cohors VI Thracum |

#### 98 bis 101 n. Chr.
Auf Militärdiplomen aus den Jahren 98 bis 101 werden 6 Alae und 23 Kohorten für die Provinz aufgeführt:
| - Ala Afrorum veterana - Ala I Batavorum - Ala Indiana - Ala Moesica - Ala Noricorum - Ala Sulpicia | - Cohors II Asturum - Cohors III Breucorum - Cohors VI Breucorum - Cohors II Britannorum - Cohors VI Brittonum - Cohors I Civium Romanorum - Cohors II Civium Romanorum - Cohors I Classica | - Cohors I Flavia Hispanorum - Cohors I Hispanorum - Cohors II Hispanorum - Cohors I Latobicorum et Varcianorum - Cohors I Lucensium - Cohors III Lusitanorum - Cohors I Pannoniorum - Cohors I Pannoniorum et Delmatarum | - Cohors I Raetorum - Cohors VI Raetorum - Cohors I Thracum - Cohors II Thracum - Cohors IV Thracum - Cohors II Varcianorum - Cohors I Vindelicorum |

#### 127 bis 167 n. Chr.
Auf Militärdiplomen aus den Jahren 127 bis 160/167 werden 5 Alae und 15 Kohorten für die Provinz aufgeführt:
| - Ala Afrorum veterana - Ala Gallorum et Thracum Classiana - Ala Noricorum - Ala Sulpicia - Ala I Thracum | - Cohors II Asturum - Cohors III Breucorum - Cohors VI Breucorum - Cohors VI Brittonum - Cohors II Civium Romanorum | - Cohors I Classica - Cohors I Flavia - Cohors I Flavia Hispanorum - Cohors I Latobicorum et Varcianorum - Cohors I Lucensium | - Cohors I Pannoniorum et Delmatarum - Cohors I Raetorum - Cohors VI Raetorum - Cohors IV Thracum - Cohors II Varcianorum |

### Germania superior

#### 65 bis 90 n. Chr.
Auf Militärdiplomen aus den Jahren 65 bis 90 werden 8 Alae und 21 Kohorten für die Provinz Germania superior aufgeführt:
| - Ala I Cannenefatium - Ala Claudia nova - Ala I Flavia Gemina - Ala II Flavia Gemina - Ala Indiana - Ala Picentiana - Ala Scubulorum - Ala I Singularium | - Cohors I Aquitanorum Biturigum - Cohors I Aquitanorum veterana - Cohors II Aquitanorum - Cohors III Aquitanorum - Cohors IV Aquitanorum - Cohors I Asturum - Cohors II Augusta Cyrenaica - Cohors VII Breucorum | - Cohors I Civium Romanorum - Cohors III Delmatarum - Cohors V Delmatarum - Cohors I Flavia Damascenorum - Cohors III Gallorum - Cohors I Germanorum - Cohors II Hispanorum - Cohors V Hispanorum | - Cohors I Ligurum et Hispanorum - Cohors II Raetorum - Cohors VII Raetorum - Cohors I Thracum - Cohors IV Vindelicorum |

#### 116 bis 134 n. Chr.
Auf Militärdiplomen aus den Jahren 116 bis 134 werden 4 Alae und 17 Kohorten für die Provinz aufgeführt:
| - Ala I Flavia Gemina - Ala Indiana - Ala Scubulorum - Ala I Singularium | - Cohors I Aquitanorum Biturigum - Cohors I Aquitanorum veterana - Cohors III Aquitanorum - Cohors IV Aquitanorum - Cohors I Asturum - Cohors II Augusta Cyrenaica | - Cohors I Civium Romanorum - Cohors III Dalmatarum - Cohors V Dalmatarum - Cohors I Flavia Damascenorum - Cohors I Germanorum - Cohors II Hispanorum | - Cohors I Ligurum et Hispanorum - Cohors II Raetorum - Cohors VII Raetorum - Cohors I Thracum - Cohors IV Vindelicorum |

## Classis Germanica
Die Classis Germanica war einer der größten Marineverbände des Römischen Reiches und rangierte vor allen anderen Provinzflotten. Ihre Einheiten waren für die Überwachung des gesamten Rheins, der schiffbaren Nebenflüsse sowie des Küstenstreifens von Zuidersee und Nordsee im Gebiet des Rhein-Maas-Schelde-Deltas zuständig.

## Oberkommandierende
Siehe: Liste der Statthalter von Niedergermanien und Liste der Statthalter von Obergermanien